# Red Bull Ring

A1-Ring/Red Bull Ring na tle poprzedniej wersji toru – Österreichring

Red Bull Ring – austriacki tor wyścigowy, położony w mieście Spielberg.
Obiekt, początkowo nazwany Österreichring, był gospodarzem wyścigów o Grand Prix Austrii w latach 1970–1987. Następnie tor przebudowany i skrócony przez Hermanna Tilke, jako A1-Ring, był ponownie gospodarzem wyścigów o Grand Prix Austrii w latach 1997–2003. Po 2003 roku zaniechano dalszej organizacji wyścigów, ze względu na decyzję austriackiego ministra zdrowia o zakazie reklamowania wyrobów tytoniowych. W 2005 roku właścicielem toru został koncern Red Bull, który doprowadził do jego przebudowy w latach 2008–2010. 15 maja 2011 odbyło się otwarcie toru nazwanego Red Bull Ring. Od sezonu 2014, obiekt jest ponownie gospodarzem wyścigów o Grand Prix Austrii, a w sezonach 2020–2021 na tym torze odbywały się wyścigi o Grand Prix Styrii.

## Österreichring
26 lipca 1969 otwarto tor wyścigowy mający długość 4,911 km i szesnaście zakrętów. Od 1970 zaczęto organizować na tym torze wyścig o Grand Prix Austrii Formuły 1. Od początku był to bardzo szybki obiekt, lecz z czasem kierowcy zaczęli uważać ten tor za niebezpieczny. Niektóre zakręty, np. Bosch, były słabo lub w ogóle niezabezpieczone w razie wypadku. Brak nacisku na bezpieczeństwo doprowadził do śmierci amerykańskiego kierowcy, Marka Donohue podczas sobotniego treningu do Grand Prix Austrii w 1975 na zakręcie Vost-Hugel. Kierowca na szybkim zakręcie wypadł z trasy i uderzył w słup podtrzymujący reklamę. Pomimo że Donohue wydostał się o własnych siłach z bolidu, to następnego dnia został przewieziony na obserwację, gdzie później zapadł w śpiączkę i zmarł. Po wypadku zakręt został zmodyfikowany i od 1977 nosił nazwę Hella-Licht, który był najwolniejszym miejscem na torze. Pomimo że w 1977 tor został wydłużony do 5,942 km, to ciągle narastały obawy dotyczące bezpieczeństwa obiektu. Dodatkowo trwały również spory dotyczące miejsc parkingowych pomiędzy miejscowymi rolnikami a właścicielami toru. Po sezonie 1987 Formuła 1 opuściła Austrię. Mimo że po 1987 jeszcze organizowano na krótko wyścigi samochodowe, tor zaczął coraz bardziej popadać w ruinę.

## A1-Ring
W 1995 grupa inwestorów była zainteresowana torem wyścigowym. Zaczęli wówczas współpracować z lokalnymi przedsiębiorcami działającymi w pobliżu toru, dzięki czemu możliwa była odbudowa toru. Projektem toru zajął się Hermann Tilke. Tor, pomimo że był położony w tym samym miejscu, co Österreichring, był innym obiektem. Skrócono długość – z 5,941 km do 4,326 km i stawiano duży nacisk na zachowanie wszelkich form bezpieczeństwa. Starano się zachować wysoką średnią prędkość przejazdu, lecz szybkie zakręty zastąpiono trzema ostrymi prawymi by umożliwić szybkie wyprzedzanie. Przebudowę sponsorowała firma telekomunikacyjna – A1, stąd wzięła się nazwa A1-Ring. Tor ten gościł wyścigi Formuły 1 w latach 1997–2003, MotoGP w latach 1996–1997 oraz Deutsche Tourenwagen Masters w latach 2001–2003.

## Red Bull Ring

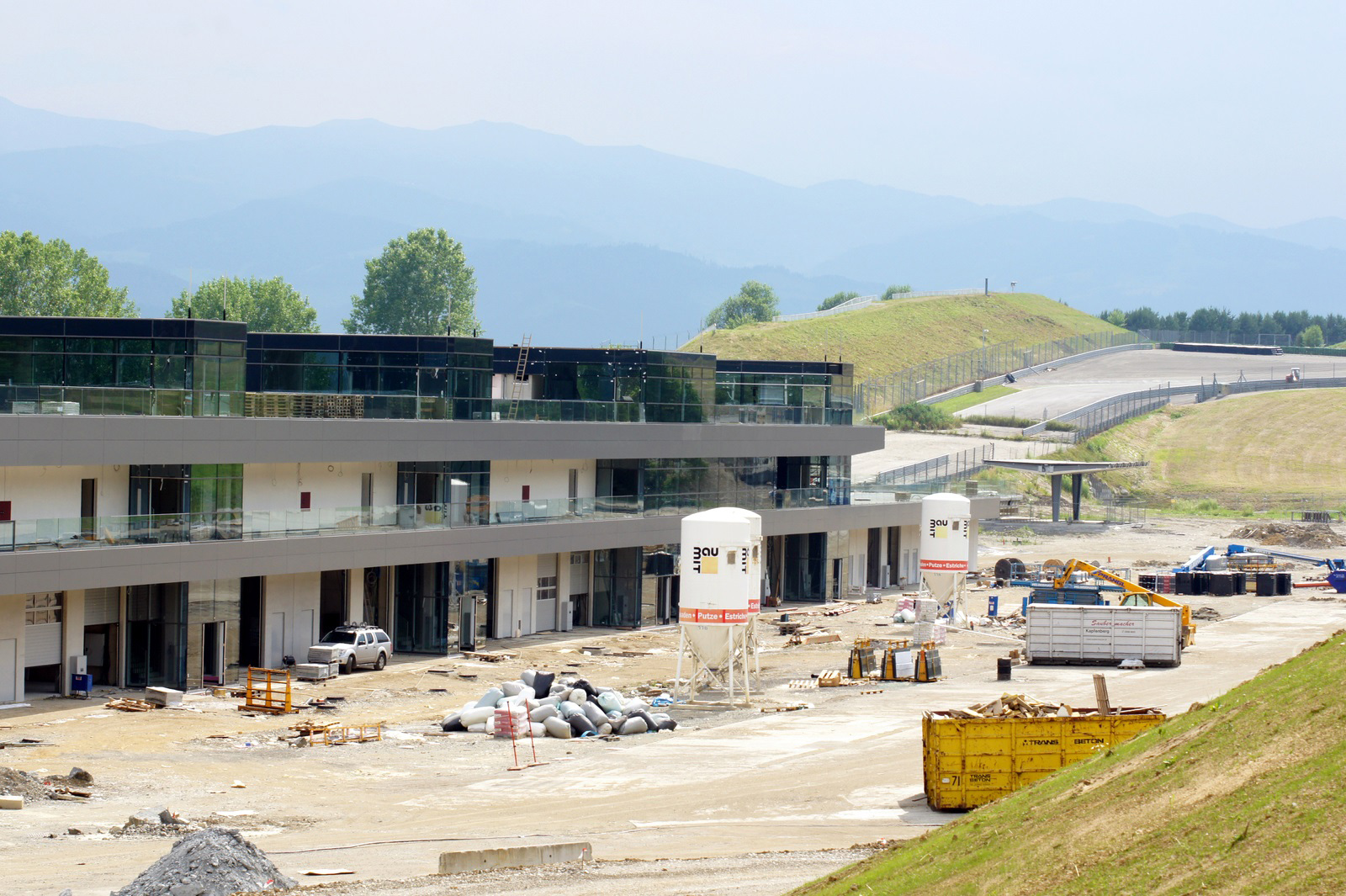
Przebudowa toru w 2010

W 2004 zburzono główną trybunę oraz garaże. Na początku 2005 pojawiły się plotki o nowym właścicielu toru, którym stał się Red Bull. Firma ta kupiła zespół Jaguar Racing i była rzekomo zainteresowaną odbudową toru, już pod nazwą Spielberg New. Szef Red Bulla, Dietrich Mateschitz zdementował plotki mówiąc, że nie chce tracić pieniędzy na deficytowy projekt. Nadal też krążyły plotki, że Red Bull wykorzysta ten tor do testów swojego zespołu. Po kilku miesiącach Red Bull zainteresował się odbudową austriackiego toru. W 2007 wraz z KTM, Volkswagenem i Magmą International zaczęli prowadzić rozmowy na temat odbudowy toru. Projekt ten upadł ze względu na wycofanie się Volkswagena. W 2008 kosztem 70 milionów euro Red Bull zaczęło przebudowę. Jednocześnie Mateschitz zaprzeczył, by na tym torze odbywały się wyścigi Formuły 1. We wrześniu 2010 poinformowano, że austriacki tor będzie gościł rundę DTM. Miesiąc później, na inspekcję toru przybył wysłannik FIA, Charlie Whiting. Brytyjczyk po dokonaniu inspekcji przyznał licencję pierwszego stopnia, dzięki czemu tor może być gospodarzem wyścigów Formuły 1. 3 listopada 2010 władze Formuły 2 przedstawiły kalendarz na sezon 2011 i wśród nich znalazł się Red Bull Ring jako szósta runda mistrzostw. W grudniu 2010 ogłoszono, że na Red Bull Ring odbędzie się szósta runda mistrzostw International GT Open. Przebudowa zakończyła się w 2010.

### Otwarcie obiektu
15 maja 2011 oficjalnie otwarto Red Bull Ring. Po godzinie 15.00 rozpoczął się wyścig historycznych bolidów Formuły 1. Ceremonię uświetnił przejazd samochodów różnych klas, w których zasiadali kierowcy Red Bull Racing, szefostwo zespołu oraz dawni kierowcy Formuły 1 – Niki Lauda i Gerhard Berger. Na uroczystości pojawili się również skoczkowie narciarscy – Thomas Morgenstern i Andreas Goldberger oraz Bernie Ecclestone, co nasiliło pogłoski o powrocie królowej motosportu do Austrii. Berger przyznał, że główną przyczyną przebudowy toru było przywrócenie do życia wyścigów samochodowych w Austrii.

### Powrót Grand Prix Austrii
W grudniu 2012 Red Bull był zainteresowany organizacją wyścigu na Red Bull Ring w sezonie 2013 w miejsce Grand Prix Ameryki. FIA chciała wówczas zorganizować 21 lipca wyścig na kontynencie europejskim ale ostatecznie federacja potwierdziła, że zostanie zorganizowanych dziewiętnaście wyścigów.
23 lipca 2013 potwierdzono, że Grand Prix Austrii powróci do Formuły 1 od sezonu 2014. W ostatecznej wersji kalendarza runda na torze Red Bull Ring odbył się 22 czerwca. Pierwszym zwycięzcą po jedenastoletniej przerwie został Nico Rosberg z zespołu Mercedes.

Układ toru w latach 1969–1977
Układ toru w latach 1977–1995
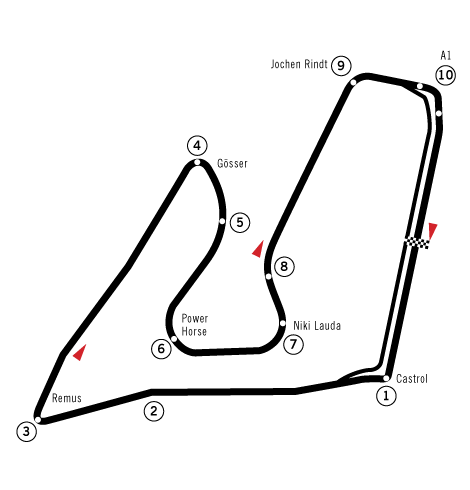
Układ toru w latach 1996–2005
Propozycja nowego układu toru zaproponowanego przez Red Bull w 2005
Układ toru od 2011

## Rekordy
- Österreichring (1969–1977): 1:34.850 (Niki Lauda, Ferrari 312T, 1975)
- Österreichring (1977–1995): 1:23.357 (Nelson Piquet, Williams FW11, 1987)
- A1 Ring (1996–2004): 1:08.337 (Michael Schumacher, Ferrari F2003-GA, 2003)
- Red Bull Ring (2014-2025): 1:05.619 (Carlos Sainz Jr., McLaren MCL35, 2020)
- Red Bull Ring (2025-): 1:03.971 (Lando Norris, McLaren MCL39, 2025)

## Zwycięzcy wyścigów

### Grand Prix Austrii

#### Österreichring
| Sezon | Kierowca              | Zespół         |        |
| ----- | --------------------- | -------------- | ------ |
| 1970  | Jacky Ickx            | Ferrari        | Wyniki |
| 1971  | Jo Siffert            | BRM            | Wyniki |
| 1972  | Emerson Fittipaldi    | Lotus-Ford     | Wyniki |
| 1973  | Ronnie Peterson       | Lotus-Ford     | Wyniki |
| 1974  | Carlos Reutemann      | Brabham-Ford   | Wyniki |
| 1975  | Vittorio Brambilla    | March-Ford     | Wyniki |
| 1976  | John Watson           | Penske-Ford    | Wyniki |
| 1977  | Alan Jones            | Shadow-Ford    | Wyniki |
| 1978  | Ronnie Peterson       | Lotus-Ford     | Wyniki |
| 1979  | Alan Jones            | Williams-Ford  | Wyniki |
| 1980  | Jean-Pierre Jabouille | Renault        | Wyniki |
| 1981  | Jacques Laffite       | Ligier-Matra   | Wyniki |
| 1982  | Elio de Angelis       | Lotus-Ford     | Wyniki |
| 1983  | Alain Prost           | Renault        | Wyniki |
| 1984  | Niki Lauda            | McLaren-TAG    | Wyniki |
| 1985  | Alain Prost           | McLaren-TAG    | Wyniki |
| 1986  | Alain Prost           | McLaren-TAG    | Wyniki |
| 1987  | Nigel Mansell         | Williams-Honda | Wyniki |

Liczba zwycięstw (kierowcy):
- 3 – Alain Prost
- 2 – Alan Jones, Ronnie Peterson
- 1 – Vittorio Brambilla, Elio de Angelis, Emerson Fittipaldi, Jacky Ickx, Jean-Pierre Jabouille, Jacques Laffite, Niki Lauda, Nigel Mansell, Carlos Reutemann, Jo Siffert, John Watson

Liczba zwycięstw (konstruktorzy):
- 4 – Lotus
- 3 – McLaren
- 2 – Williams, Renault
- 1 – Brabham, BRM, Ferrari, Ligier, March, Penske, Shadow

Liczba zwycięstw (producenci silników):
- 10 – Ford
- 3 – TAG[a]
- 2 – Renault
- 1 – BRM, Honda, Matra

#### A1-Ring
| Sezon | Kierowca           | Zespół           |        |
| ----- | ------------------ | ---------------- | ------ |
| 1997  | Jacques Villeneuve | Williams-Renault | Wyniki |
| 1998  | Mika Häkkinen      | McLaren-Mercedes | Wyniki |
| 1999  | Eddie Irvine       | Ferrari          | Wyniki |
| 2000  | Mika Häkkinen      | McLaren-Mercedes | Wyniki |
| 2001  | David Coulthard    | McLaren-Mercedes | Wyniki |
| 2002  | Michael Schumacher | Ferrari          | Wyniki |
| 2003  | Michael Schumacher | Ferrari          | Wyniki |

Liczba zwycięstw (kierowcy):
- 2 – Mika Häkkinen, Michael Schumacher
- 1 – David Coulthard, Eddie Irvine, Jacques Villeneuve

Liczba zwycięstw (konstruktorzy):
- 3 – Ferrari, McLaren
- 1 – Williams

Liczba zwycięstw (producenci silników):
- 3 – Ferrari, Mercedes
- 1 – Renault

#### Red Bull Ring
| Sezon | Kierowca        | Zespół              |        |
| ----- | --------------- | ------------------- | ------ |
| 2014  | Nico Rosberg    | Mercedes            | Wyniki |
| 2015  | Nico Rosberg    | Mercedes            | Wyniki |
| 2016  | Lewis Hamilton  | Mercedes            | Wyniki |
| 2017  | Valtteri Bottas | Mercedes            | Wyniki |
| 2018  | Max Verstappen  | Red Bull-TAG Heuer  | Wyniki |
| 2019  | Max Verstappen  | Red Bull-Honda      | Wyniki |
| 2020  | Valtteri Bottas | Mercedes            | Wyniki |
| 2021  | Max Verstappen  | Red Bull-Honda      | Wyniki |
| 2022  | Charles Leclerc | Ferrari             | Wyniki |
| 2023  | Max Verstappen  | Red Bull-RBPT Honda | Wyniki |
| 2024  | George Russell  | Mercedes            | Wyniki |

Liczba zwycięstw (kierowcy):
- 4 – Max Verstappen
- 2 – Valtteri Bottas, Nico Rosberg
- 1 – Lewis Hamilton, Charles Leclerc, George Russell

Liczba zwycięstw (konstruktorzy):
- 6 – Mercedes
- 4 – Red Bull Racing
- 1 – Ferrari

Liczba zwycięstw (producenci silników):
- 6 – Mercedes
- 2 – Honda
- 1 – Ferrari, Honda RBPT, TAG Heuer[b]

### Grand Prix Styrii
| Sezon | Kierowca       | Zespół         |        |
| ----- | -------------- | -------------- | ------ |
| 2020  | Lewis Hamilton | Mercedes       | Wyniki |
| 2021  | Max Verstappen | Red Bull-Honda | Wyniki |

Liczba zwycięstw (kierowcy):
- 1 – Lewis Hamilton, Max Verstappen

Liczba zwycięstw (konstruktorzy):
- 1 – Mercedes, Red Bull Racing

Liczba zwycięstw (producenci silników):
- 1 – Mercedes, Honda